# 鷲頭氏
鷲頭氏（わしずし）は、日本の氏族。多々良氏大内氏の庶流。

## 歴史

### 出自
百済の聖明王の第3王子琳聖太子の後裔と称する多々良氏は、平安時代後期には在庁官人として大きな勢力を持ち始めたと推定されており、平安時代末期の当主多々良盛房は周防国の最有力実力者となっていた。周防権介に任じられた盛房は、その後大内介と名乗り、以降歴代の当主も世襲した。
大内盛房の三男である盛保は、周防都濃郡鷲頭庄（現・山口県下松市の切戸川流域）を領地として鷲頭氏を称した。鷲頭氏の居館は、現在の下松市にある旗岡山または鷲頭山の山麓にあったと推定される。その周囲にある、白坂山や茶臼山（いずれも同市）にも城を構えていた。

### 南北朝時代
鷲頭盛保の嫡男・親盛が後継者のいないまま死去したため、その娘である禅恵尼が養子として宗家から大内弘家の次男を鷲頭長弘として迎えた。
元弘元年（1331年）に発生した元弘の乱で、大内弘幸は周防守護・北条時直に協力した。そのため、元弘3年/正慶2年（1333年）に鎌倉幕府が滅亡して建武の新政が始まると、後醍醐天皇は大内弘幸に代わって叔父にあたる鷲頭長弘を周防守護職に任じた。建武政権が崩壊して室町幕府が成立しても、足利尊氏に取り入っていた長弘は引き続き周防守護であった。周防守護の長弘は、庶流でありながら大内豊前権守や大内豊前権守入道と称して大内氏惣領として君臨し、宗家である弘幸と対立していた。興国2年/暦応4年（1341年）に大内氏の氏寺である氷上山興隆寺が焼失したのは、長弘方の放火とされる。
幕府内の内乱（観応の擾乱）が勃発し、足利尊氏に対抗する足利直冬の勢力が九州から中国地方にまで及ぶようになった正平5年/観応元年（1350年）には、鷲頭長弘・大内弘幸共に直冬陣営に与した。同年10月には、直冬討伐に遣わされた高師泰らの軍勢と石見国で戦っている。この時、長弘は一旦周防守護職を解かれている。
足利尊氏（北朝）が一時的に南朝と和睦（正平一統）するなど、中央の情勢が目まぐるしく変化する一方、鷲頭氏討伐を画策する大内弘幸とその子・弘世は、同年に数万と伝わる軍勢を率いて東大寺領吉敷郡椹野庄（現・山口市）に乱入、南朝に帰順の意志を示して長弘らに対抗した。翌正平6年/観応2年（1351年）に長弘が亡くなると、次男・鷲頭弘直が尊氏に帰順して再び周防守護を継ぐが、同年7月に南朝より弘世も周防守護職に任じられた。これによって周防守護職は、北朝が任じた鷲頭弘直と南朝が任じた大内弘世が対立する事態となった。正平7年/観応3年（1352年）2月には弘世が鷲頭庄を攻めており、翌3月には弘幸が亡くなるが大内氏の攻勢は続いている。その後、経緯は不明ながら鷲頭家の家督は弘直の弟（長弘の三男）・貞弘に移ったと見られるが、ついに正平9年/文和3年（1354年）に鷲頭氏は大内宗家への従属を余儀無くされた。

### 室町時代以降
11代大内家当主・大内盛見の頃、鷲頭氏は長門国深川（ふかわ）に代官として遣わされたとされる。応永17年（1410年）には鷲頭弘忠が大寧寺を創建している。弘忠は大内持世の信任を得て、永享4年（1432年）に長門守護代に任じられ、深川城（現・長門市）に居城を築いた。
しかし、嘉吉元年（1441年）に大内教弘が新たな当主となると、文安3年（1446年）に長門守護代を解かれた。教弘の攻撃を予期した弘忠は、亀山城・堅田城・沢差城・岩尾城などの支城を築いて深川城の守りを固めたが、文安5年（1448年）に大内教弘によって攻め滅ぼされた。弘忠は討死し、嫡男・弘貞をはじめ一族郎党も討ち取られた。
その後、鷲頭氏は衰退していくが、大内家臣や毛利家臣に鷲頭姓の人物が仕えている。 

## 主要人物

### 歴代当主
- 鷲頭盛保 … 大内盛房の三男。鷲頭氏の祖。
- 鷲頭親盛 … 盛保の子。
- 鷲頭長弘 … 大内弘家の次男。
  - 鷲頭弘員 … 長弘の嫡子。家督を継いだかは詳細不明。
- 鷲頭弘直 … 長弘の次男。
- 鷲頭貞弘 … 長弘の三男。
- 鷲頭盛継 … 長弘の四男。
- 鷲頭弘為 … 盛継の子。
- 鷲頭弘忠 … 弘為の子。鷲頭盛範。
  - 鷲頭弘貞 … 弘忠の子。弘忠と共に自害。
- 鷲頭護豊 … 文明18年（1486年）、大内亀童丸[注釈 2]が氷上山妙見上宮に参拝した時の随員（『多々良亀童丸氷上山妙見上宮社参目録』）[3]。

### その他
- 鷲頭興盛（おきもり） … 大内家臣。｢興｣の字から見て大内義興の代からの家臣とみられる。陶隆房（のち晴賢）が大寧寺の変を起こした頃に安芸国桜尾城の城督（城奉行）であった。
- 鷲頭隆政（たかまさ） … 大内家臣。｢隆｣の字は大内義隆の偏諱。子・賢成（かたなり）が陶晴賢の偏諱を受けていることから、大寧寺の変以降は陶晴賢に属したとみられるが、毛利元就の防長侵攻（防長経略）で敗れる。
- 鷲頭筑前守父子3人 … 康暦3年（1381年）5月28日に戦死したと花営三代記に記述がある[4]。
- 鷲頭道祖千代丸 … 応永14年（1407年）年文書に見られる[4]。
- 鷲頭式部少輔 … 大永7年（1527年）文書に見られる[4]。
- 鷲頭玄蕃 … 大内氏家臣、有名衆[4]。
- 鷲頭大和守 … 大内氏家臣、有名衆。家中覚書に見られる[4]。
- 鷲頭彦太郎 … 大内氏家臣、有名衆。家中覚書に見られる[4]。
- 鷲頭彦三郎 … 大内氏家臣、有名衆。家中覚書に見られる[4]。
- 鷲頭民部少輔 … 家中覚書に見られる[4]。